# Río Arevalillo
El río Arevalillo es un curso de agua del interior de la península ibérica.

## Curso
Nace de la confluencia de los arroyos Rihondo y Altamiros. Trascurre en dirección Noroeste por la provincia de Ávila (España) hasta desembocar en el río Adaja por su margen izquierda en Arévalo.
El arroyo Rihondo nace en la vertiente norte de la sierra de Ávila, cerca del pico El Berrocalejo, a unos 1400 m de altitud, en el municipio de Narrillos del Rebollar. Discurre en dirección noroeste, cerca de Benitos, de la ermita de Nuestra Señora de Rihondo y del Castro de la Mesa de Miranda. Aproximadamente a unos 10 km de su fuente confluye con el arroyo de Altamiros.
El arroyo de Altamiros nace más al Este, también en la vertiente norte de la sierra de Ávila, a unos 1300 m de altitud, en el municipio de Gallegos de Altamiros. Discurre en dirección norte, pasando por la localidad de Altamiros. A unos 8 km de su nacimiento confluye con el arroyo Rihondo.
El río Arevalillo discurre por las Casas de Arevalillo, Horcajuelo —donde recoge las aguas del arroyo de las Cañadas de Montejo—, municipios de Santo Tomé de Zabarcos y San Pedro del Arroyo —donde se cruza con la A-50—, Albornos, municipios de Papatrigo —donde desemboca por su margen derecha el río Rivilla y el río Merdero por la izquierda—, Cabizuela, El Bohodón y Pedro-Rodríguez. Tras pasar al Sur de la ermita del Cristo de los Pinares hace frontera entre Nava de Arévalo y Tiñosillos. Antes de salir de este último municipio toma dirección Norte, paralela al río Adaja y a la calzada romana de Ávila, que coincide con la Cañada Real Leonesa Occidental, también llamada en este tramo «Colada del Camino de las Burras». Ya en el municipio de Arévalo se encuentran los restos de una antigua presa romana cerca del vado por el que cruzaba la calzada. Poco después deja a su izquierda la ermita mudéjar de La Lugareja y forma con el río Adaja el espolón donde se asienta la ciudad de Arévalo.
Otros afluentes menores son, por la izquierda, el arroyo de las Barrancas, que viene de Brabos, y el de Vinaderos Rubios en Arévalo. Por la derecha, arroyo de la Reguera en San Pedro del Arroyo, de Aldeanueva en Cabizuela, y arroyo del Torcal o río de las Berlanas en El Bohodón.
Es un río con un régimen pluvial muy acusado, con aguas corrientes hasta la primavera, después el río se seca. Las nieves en la sierra de Ávila no son muy abundantes, por lo que tienen muy poca importancia en el régimen fluvial. En su tramo inicial entre canchales y piedras caballeras hay restos de un rebollar, al que hace alusión el topónimo de Narrillos del Rebollar. Poco después atraviesa algún encinar con ejemplares muy añosos. Después de salir de la sierra de Ávila se adentra en la comarca de La Moraña, llanura sedimentaria en la cuenca del Duero. En esta comarca hay algunas zonas endorreícas que dan lugar a lagunas como las del Hoyo y Redonda cerca de San Juan de la Encinilla, la de El Ejido situada en Riocabado. 
Aparece descrito en el segundo volumen del Diccionario geográfico-estadístico-histórico de España y sus posesiones de Ultramar de Pascual Madoz con las siguientes palabras:

AREVALILLO: r. de la prov. de Avila: nace en las sierras de esta c. junto al santuario de Ntra. Sra. de Rio Hondo, cercade Benitos, part. de la cap.: camina desde su nacimiento de E. á N. hasta frente á la v. desp. de Ovieco, donde varia de curso, caminando al NE. hasta San Pedro del Arroyo: en este punto se dirige al N. hasta el desp. de Montalvo, donde vuelve á tomar la direccion anterior, y entrando en el part. de Arévalo, baña los térm. de Hortigosa de Moraña, Albornos, Papatrigo, quedando dividido este pueblo por dicho r. Cabizuela, Pedro-Rodriguez, el Bohodon, Tiñosillos y Arévalo, desaguando en el Adaja por bajo de esta v., la cual queda rodeada por ambos r. en los lados E., N. y O. Cerca de Cabizuela y por la márg. der. le entra el r. Berlans; en Hortigosa el r. Merdero, y al emparejar con los primeros edificios de Arévalo el arroyuelo denominado el Lugarejo, que nace de unas fuentes como 1 leg. de alli, y sobre el cual hay 3 molinos harineros: durante su curso de mas de 9 leg. tiene alguno que otro ponton insignificante, de los que no es el peor el que existe en el pueblo de Papatrigo, todo de madera, sin pilastra alguna, el cual por su mucha long. y ninguna solidez se destruye con frecuencia; pero en las inmediaciones de Arévalo cuenta hasta 3 puentes, de los cuales el primero, llamado el puente de Madera y tambien del Lugarejo, tiene 3 pilastras de ladrillo y lo restante de madera con sus barandas, reedificado modernamente: el segundo, que se llama de los Barros, tiene 1 arco solamente, de ladrillo y piedra, ant. y en mal estado: el tercero se titula de Medina, sit. al estremo de la v., pasa sobre él el camino desde Madrid á la Coruña por Medina del Campo, es de 4 arcos de piedra, ladrillo y cal, ignorándose la época de su construccion por su mucha antigüedad; pero se halla bien conservado: las aguas del r. se aprovechan poco para el riego, por ser su cáuce muy profundo, de álveo terrizo y cenagoso, criándose solamente algun que otro pececillo pequeño.
(Madoz, 1845, p. 531)